# Bernd G. Längin
Bernd G. Längin (* 21. Juni 1941 in Karlsruhe; † 28. Juni 2008 in Winnipeg, Manitoba) war ein deutscher Journalist, Schriftsteller, Redakteur, Auslandskorrespondent und Herausgeber. 

## Leben
Bernd G. Längin arbeitete als Auslandskorrespondent in Asien. Danach war er fünf Jahre als Journalist und Redakteur der deutschsprachigen Allgemeinen Zeitung in Südwestafrika, dem heutigen Namibia, tätig. Anschließend arbeitete er von 1969 bis 1983 als Chefredakteur der Courier-Zeitungsgruppe in Kanada, Nordamerikas größte Gruppe von deutschsprachigen Wochenzeitungen, und zuletzt als Chefredakteur (Redakteur-in-chief) des „Globus“, eines vierteljährlich erscheinenden Organs für den Verein für Deutsche Kulturbeziehungen im Ausland.
1988 wurde er Korrespondent der CBC, Radio Kanada International.
Von 1992 an war er freier Journalist und Autor (roving reporter). Er hat mit Printmedien, Radio, Fernsehen und Fotografie gearbeitet und veröffentlichte zahlreiche Bücher, Bildbände und Bilddokumentationen.
Längin lebte als Schriftsteller und Journalist in Winnipeg, Manitoba in Kanada, wo er 2008 im Alter von 67 Jahren starb.

## Auszeichnungen
- 1982: Friedrich-List-Preis des Landes Baden-Württemberg „für besondere journalistische Leistungen im Ausland“.[4]

## Veröffentlichungen
- Germantown. Auf deutschen Spuren in Nordamerika. Westkreuz, Berlin 1983, ISBN 978-3-922131-32-8.
- Die Hutterer. Gefangene der Vergangenheit, Pilger der Gegenwart, Propheten der Zukunft. Rasch und Röhring, Hamburg 1986, ISBN 3-89136-061-4 (Taschenbuch: Goldmann, München 1991, ISBN 3-442-11686-4).
- Deutsche Bilder. Städte, Landschaften und Menschen auf alten Fotos. Weltbild, Augsburg 1989, ISBN 3-89350-091-X.
- Die Amischen. Vom Geheimnis des einfachen Lebens. List, München 1990, ISBN 3-471-78049-1.
- Die Russlanddeutschen unter Doppeladler und Sowjetstern: Städte, Landschaften und Menschen auf alten Fotos. Weltbild, Augsburg 1991, ISBN 3-89350-107-X.
- Unvergessene Heimat Schlesien: Städte, Landschaften und Menschen auf alten Fotos. Weltbild, Augsburg 1994, ISBN 3-89350-110-X.
- Gottes letzte Inseln. Wie die Hutterer und Amischen leben. Pattloch, Augsburg 1996, ISBN 3-629-00674-4.
- Unvergessene Heimat Ostpreußen. Städte, Landschaften und Menschen auf alten Fotos. Weltbild, Augsburg 1997, ISBN 3-89350-786-8.
- Der amerikanische Bürgerkrieg. Eine Chronik in Bildern, Tag für Tag. Weltbild, Augsburg 1998, ISBN 978-3-86047-900-1.
- Unvergessene Heimat Ostpreußen. Auf Spurensuche im Bernsteinland. Bechtermünz, Augsburg 2002, ISBN 3-8289-3145-6.
- Die deutschen Kolonien. Schauplätze und Schicksale 1884–1918. Mittler, Hamburg 2005, ISBN 978-3-8132-0821-4.